# Плай (курорт)
Плай — гірськолижний комплекс біля села Плав'є, яке знаходиться у Сколівському районі Львівської області. Плай — діалектна назва стежки в горах.
На території комплексу знаходяться церква святого Архистратига Михаїла, музей Бойківської та Гуцульської культур, спа-центр, готель «Плай».

## Історія
У 2006 році гірськолижний комплекс «Плай» почався разом із будівництвом першої канатної дороги, біля якої побудували пункт прокату лиж, квиткові каси. Перший лижний сезон на «Плаю» відкрився взимку 2006–2007 років. У 2007 році збудували бугельний витяг протяжністю 400 метрів — для початківців. У грудні 2009 року було закінчено будівництво церкви та музею бойківської та гуцульської культури. На їхньому відкритті 3 січня 2010 року були присутні тодішній Президент України Віктор Андрійович Ющенко та керівники Львівської обласної державної адміністрації. Нову чотирикрісельну канатну дорогу виробництва було відкрито в лижному сезоні 2009–2010 років. У 2010 році було розпочато будівництва спа-центру, люкс-готелю з окремим басейном та великого спортивного комплексу. Осніження трас проводиться сніговими гарматами, підготовка схилів виконується на ратраках.
Спуски: 6 спусків довжиною до 1200 м, перепад висот 260 м, навчальні траси.
Підйомники: бугель та 2 крісельних підйомника по 1000 м, мульти-ліфт, бебі-ліфт.
Облаштування спусків: ратрак.